# Colombiasvenskar
Colombiasvenskar är personer bosatta i Colombia med svenskt ursprung eller svenskt medborgarskap. Det kan syfta på colombianer med svensk härkomst, ofta härstammande från den grupp svenska immigranter som kom till Sydamerika från mitten av 1800-talet till 1940-talet, samt personer med dubbelt medborgarskap, eller kulturell anknytning till Sverige genom adoption, migration, giftermål eller familjeband.

## Bakgrund
Under sent 1800-tal och tidigt 1900-tal förekom en mindre utvandring från Sverige till Latinamerika, inklusive Colombia. Vissa svenskar bosatte sig i Colombia i samband med mission, diplomati eller affärsverksamhet; men de flesta kom i hopp om att skapa sig ett bättre liv. Emigrationen till Sydamerika skedde jämte den till Nordamerika. Brasilien, som erbjöd gratis resa samt förmånliga priser på jordlotter, var det vanligaste resmålet. Det var främst de som inte hade råd att emigrera till Nordamerika som lockades av dessa erbjudanden. Även om Brasilien var det vanligaste resmålet, slog sig en mindre grupp svenska utvandrare ner i Colombia, särskilt i området runt Medellín. En av de mest kända var Carl Sigismund von Greiff (spanska: Carlos Segismundo de Greiff), en svensk ingenjör och geograf som anlände 1825 och som blev grundare till den inflytelserika colombianska släkten de Greiff.

## Kända colombiasvenskar

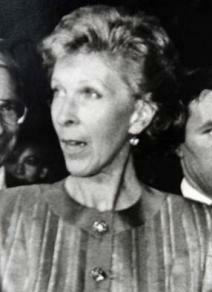
Svenskättlingen Carolina Isakson de Barco var colombias första dam från 1986 till 1990

- Carolina Isakson de Barco (es) - colombias första dam från 1986 till 1990, gift med president Virgilio Barco Vargas, och tidigare första dam i Bogotá mellan 1966 och 1969.[2]
- Carolina Barco Isakson - colombiansk-amerikansk diplomat och politiker. Hon var ambassadör för Colombia i USA mellan 2006 och 2010 och utrikesminister mellan 2002 och 2007.[3]

- Carl Sigismund von Greiff (spanska: Carlos Segismundo de Greiff)[1]
- León de Greiff (es) - poet, känd för sina stilistiska innovationer och sitt medvetet eklektiska bruk av ovanliga och sällsynta ord. Han är mest känd under namnet León de Greiff, men använde ofta olika pseudonymer. De mest kända var Leo le Gris och Gaspar Von Der Nacht. De Greiff var en av grundarna av Los Panidas, en litterär och konstnärlig grupp som bildades 1915 i staden Medellín.
- Otto de Greiff (es) - musikolog, poet, översättare, professor, ingenjör och journalist.
- Boris de Greiff (es) - professionell schackspelare och internationell mästare.
- Jorge Arias de Greiff (es) - ingenjör, astronom och historiker.
- Gustavo de Greiff - (es) - jurist, lärare och aktivist. Han tjänstgjorde som Colombias riksåklagare under president César Gaviria, och senare som ambassadör i Mexiko under president Ernesto Samper. Han var en uttalad kritiker av USA:s krig mot droger i Colombia och förespråkade en liberalisering av narkotikapolitiken.
- Mónica de Greiff (es) - justitieminister från den 10 augusti 1989 till den 7 augusti 1990, under president Virgilio Barco Vargas. Ambassadör i Kenya från den 13 maj 2020 till den 7 mars 2023, under president Iván Duque Márquez.